# Stockheim (Basse-Franconie)
Pour les articles homonymes, voir Stockheim.
Stockheim est une commune de Bavière (Allemagne), située dans l'arrondissement de Rhön-Grabfeld, dans le district de Basse-Franconie.